# ديانا مارسنكفيتشا
ديانا مارسنكفيتشا (باللاتفية: Diāna Marcinkēviča)‏ مواليد 3 أغسطس 1992 في ريغا، هي لاعبة كرة مضرب لاتفية وتحتل حالياً المرتبة 481 (21 مارس 2016) في تصنيف رابطة محترفات كرة المضرب. أعلى تصنيف لها في الفردي كان 196. أعلى تصنيف لها في الزوجي كان 146.

## النهائيات

### الفردي (4–5)
| الحصيلة | الرقم | التاريخ        | الدورة                   | الأرضية | المنافس           | النتيجة             |
| ------- | ----- | -------------- | ------------------------ | ------- | ----------------- | ------------------- |
| الفوز   | 1.    | 10 أغسطس 2009  | تالين، إستونيا           | صلبة    | آنا أورليك        | 2–6, 7–5, 7–6(11–9) |
| الوصافة | 1.    | 25 أكتوبر 2010 | المنستير، تونس           | صلبة    | يانا كابلوفا      | 2–6, 2–6            |
| الوصافة | 2.    | 14 مارس 2011   | فالاندين، سويسرا         | سجاد    | ميريام كازانوفا   | 3–6, 4–6            |
| الفوز   | 2.    | 2 مايو 2011    | بتروبولي، اليونان        | صلبة    | ديسبينا باباميشيل | 5–7, 7–5, 6–3       |
| الوصافة | 3.    | 5 مارس 2012    | ديجون، فرنسا             | صلبة    | مارينا زانيفسكا   | 4–6, 4–6            |
| الوصافة | 4.    | 16 يوليو 2012  | ووكينغ، المملكة المتحدة  | صلبة    | سارا غرونرت       | 2–6, 3–6            |
| الفوز   | 3.    | 22 يوليو 2013  | ريكسهام، المملكة المتحدة | صلبة    | جوفانا ياكسيتش    | 5–7, 7–5, 6–2       |
| الوصافة | 5.    | 26 أغسطس 2013  | فليروس، بلجيكا           | ترابية  | أرانتشا روس       | 3–6, 2–6            |
| الفوز   | 4.    | 20 أكتوبر 2014 | سيوداد فيكتوريا، المكسيك | صلبة    | بولا بادوسا غيبرت | 6–7(2–7), 6–3, 6–1  |

## روابط خارجية
- ديانا مارسنكفيتشا على موقع رابطة محترفات التنس (الإنجليزية)
- ديانا مارسنكفيتشا على موقع الاتحاد الدولي لكرة المضرب (الإنجليزية)
- ديانا مارسنكفيتشا على موقع كأس بيلي جين كينغ (الإنجليزية)
- ديانا مارسنكفيتشا على موقع خلاصة التنس.كوم (الإنجليزية)